# Стоунволл (Манітоба)
Стоунволл (англ. Stonewall) — містечко в Канаді, у провінції Манітоба, у складі сільського муніципалітету Роквуд.

## Населення
За даними перепису 2016 року, містечко нараховувало 4809 осіб, показавши зростання на 6,0%, порівняно з 2011-м роком. Середня густина населення становила 802,8 осіб/км².
З офіційних мов обидвома одночасно володіли 260 жителів, тільки англійською — 4 325, а 5 — жодною з них. Усього 185 осіб вважали рідною мовою не одну з офіційних, з них 5 — одну з корінних мов, а 45 — українську.
Працездатне населення становило 71,2% усього населення, рівень безробіття — 5,1% (7,5% серед чоловіків та 2,4% серед жінок). 91,9% осіб були найманими працівниками, а 7,4% — самозайнятими.
Середній дохід на особу становив $53 939 (медіана $43 886), при цьому для чоловіків — $67 702, а для жінок $40 181 (медіани — $59 712 та $34 359 відповідно).
32,5% мешканців мали закінчену шкільну освіту, не мали закінченої шкільної освіти — 15,6%, 51,9% мали післяшкільну освіту, з яких 29,3% мали диплом бакалавра, або вищий.
| Статево-вікова структура населення | Статево-вікова структура населення | Статево-вікова структура населення | Статево-вікова структура населення | Статево-вікова структура населення |
| ---------------------------------- | ---------------------------------- | ---------------------------------- | ---------------------------------- | ---------------------------------- |
|                                    |                                    |                                    |                                    |                                    |
| Всього                             | Всього                             | 50,0%                              |                                    |                                    |
| 0 — 14 років                       | 0 — 14 років                       |                                    | 18,1%                              | 18,1%                              |
| 15 — 64 років                      | 15 — 64 років                      |                                    | 66%                                | 66%                                |
| 65 і більше                        | 65 і більше                        |                                    | 15,9%                              | 15,9%                              |
| 85 і більше                        | 85 і більше                        |                                    | 2,2%                               | 2,2%                               |
| Середній вік (років)               | Середній вік (років)               | 39,441,6                           | 40,5                               | 40,5                               |
| Медіана (років)                    | Медіана (років)                    | 40,243,4                           | 41,9                               | 41,9                               |
| — чоловіки — жінки                 |                                    |                                    |                                    |                                    |

| Походження мешканців:     | Походження мешканців:     | Походження мешканців: | Походження мешканців: | Походження мешканців: |
| ------------------------- | ------------------------- | --------------------- | --------------------- | --------------------- |
| Походження                |                           |                       | осіб                  | %                     |
| Корінні американці        | Корінні американці        |                       | 600                   | 13.07%                |
| Інше північноамериканське | Інше північноамериканське |                       | 1 145                 | 24.95%                |
| Європейське               | Європейське               |                       | 3 975                 | 86.6%                 |
| британське                | британське                |                       | 2 770                 | 60.35%                |
| французьке                | французьке                |                       | 640                   | 13.94%                |
| українське                | українське                |                       | 935                   | 20.37%                |
| Латинськоамериканське     | Латинськоамериканське     |                       | 15                    | 0.33%                 |
| Карибське                 | Карибське                 |                       | 10                    | 0.22%                 |
| Африканське               | Африканське               |                       | 10                    | 0.22%                 |
| Азійське                  | Азійське                  |                       | 110                   | 2.4%                  |

| Зайнятість населення за галузями (за класифікацією NOC): | Зайнятість населення за галузями (за класифікацією NOC): | Зайнятість населення за галузями (за класифікацією NOC): | Зайнятість населення за галузями (за класифікацією NOC): | Зайнятість населення за галузями (за класифікацією NOC): |
| -------------------------------------------------------- | -------------------------------------------------------- | -------------------------------------------------------- | -------------------------------------------------------- | -------------------------------------------------------- |
|                                                          |                                                          |                                                          |                                                          |                                                          |
| Управління                                               | Управління                                               |                                                          | 11,2%                                                    | 11,2%                                                    |
| Бізнес, фінанси та адміністрування                       | Бізнес, фінанси та адміністрування                       |                                                          | 18,8%                                                    | 18,8%                                                    |
| Природничі та прикладні науки                            | Природничі та прикладні науки                            |                                                          | 5,3%                                                     | 5,3%                                                     |
| Охорона здоров'я                                         | Охорона здоров'я                                         |                                                          | 8,6%                                                     | 8,6%                                                     |
| Освіта, правозахист, муніципальні та урядові служби      | Освіта, правозахист, муніципальні та урядові служби      |                                                          | 16,3%                                                    | 16,3%                                                    |
| Мистецтво, культура, відпочинок та спорт                 | Мистецтво, культура, відпочинок та спорт                 |                                                          | 1,7%                                                     | 1,7%                                                     |
| Роздрібна торгівля та послуги                            | Роздрібна торгівля та послуги                            |                                                          | 15%                                                      | 15%                                                      |
| Гуртова торгівля, транспорт та обладнання                | Гуртова торгівля, транспорт та обладнання                |                                                          | 19,6%                                                    | 19,6%                                                    |
| Природні ресурси, сільське господарство                  | Природні ресурси, сільське господарство                  |                                                          | 1,1%                                                     | 1,1%                                                     |
| Виробництво                                              | Виробництво                                              |                                                          | 2,3%                                                     | 2,3%                                                     |

## Клімат
Середня річна температура становить 2,3°C, середня максимальна – 23,4°C, а середня мінімальна – -25,4°C. Середня річна кількість опадів – 527 мм.
| Клімат поселення                              | Клімат поселення | Клімат поселення | Клімат поселення | Клімат поселення | Клімат поселення | Клімат поселення | Клімат поселення | Клімат поселення | Клімат поселення | Клімат поселення | Клімат поселення | Клімат поселення | Клімат поселення |
| Показник                                      | Січ.             | Лют.             | Бер.             | Квіт.            | Трав.            | Черв.            | Лип.             | Серп.            | Вер.             | Жовт.            | Лист.            | Груд.            |                  |
| Середній максимум, °C                         | −12,52           | −8,16            | −1,11            | 9,54             | 17,82            | 23,14            | 23,38            | 22,91            | 16,82            | 9,67             | −0,34            | −9,98            |                  |
| Середня температура, °C                       | −18,95           | −14,59           | −7,55            | 3,12             | 11,39            | 16,74            | 19,16            | 18,71            | 12,60            | 5,49             | −4,55            | −14,2            |                  |
| Середній мінімум, °C                          | −25,36           | −21,01           | −13,95           | −3,29            | 4,96             | 10,30            | 14,96            | 14,50            | 8,40             | 1,27             | −8,75            | −18,41           |                  |
| Норма опадів, мм                              | 19               | 13               | 20               | 27               | 51               | 95               | 84               | 77               | 54               | 41               | 25               | 21               |                  |
| Середньомісячна швидкість вітру, м/с          | 4.10             | 4.00             | 4.19             | 4.30             | 4.33             | 3.90             | 3.50             | 3.70             | 4.10             | 4.40             | 4.40             | 4.18             |                  |
| Середньомісячна сонячна радіація, кДж/м²·день | 4290             | 7670             | 12595            | 17262            | 20067            | 21072            | 21584            | 18326            | 12574            | 7459             | 4192             | 3234             |                  |
| --------------------------------------------- | ---------------- | ---------------- | ---------------- | ---------------- | ---------------- | ---------------- | ---------------- | ---------------- | ---------------- | ---------------- | ---------------- | ---------------- | ---------------- |
| Джерело:                                      |                  |                  |                  |                  |                  |                  |                  |                  |                  |                  |                  |                  |                  |